# کارلوس والورده (بازیکن فوتبال، زاده ۱۹۸۵)
کارلوس والورده (انگلیسی: Carlos Valverde؛ زادهٔ ۱۹ فوریهٔ ۱۹۸۵) بازیکن فوتبال اهل اسپانیا است.